# بونتيدا
بونتيدا , مدينه ايطاليه, بجانب نهر سان مارتينو, في مقاطعه بيرغامو اقليم لومبارديا, عدد سكانها 3269 شخص . 

## السكان
في سنة 1861 بلغ عدد السكان 2٬323 نسمة، وتطور العدد ليصل في سنة 2011 لـ 3٬210 نسمة.
يظهر هذا المخطط البياني تطور النمو السكاني لـ بونتيدا

## الجغرافيا الطبيعية
مساحتها 10.14 كم²، مع ارتفاع حوالي 313 متر عن سطح البحر، في اعلى مناطق نهر سان مارتينو، وفي منحدرات مونتي كانتوز

## التاريخ
تأسست علي يد الامبراطوريه الرومانيه, لموقعها الاستراتيجي الحربي الذي يربط مقاطعه بيرغامو بمقاطعه كومو في الشمال.
التسمية يونتيدا تأتي من اللغة اللاتينيه (بونتس اتير) Pontis iter, التي تعني النهر أو طريق الجسر لمكانتها الجغرافيه، التي تربط بين شياسوني يبرجاميسكو و بريفيو في مقاطعه ليكو.
يرتبط تاريخها بالدير المشهور ابازايو بينيديتينا الذي اقيم علي يد الراهب المشهور البيرتو دا بريزاتي في سنه 1076 الي 1079.

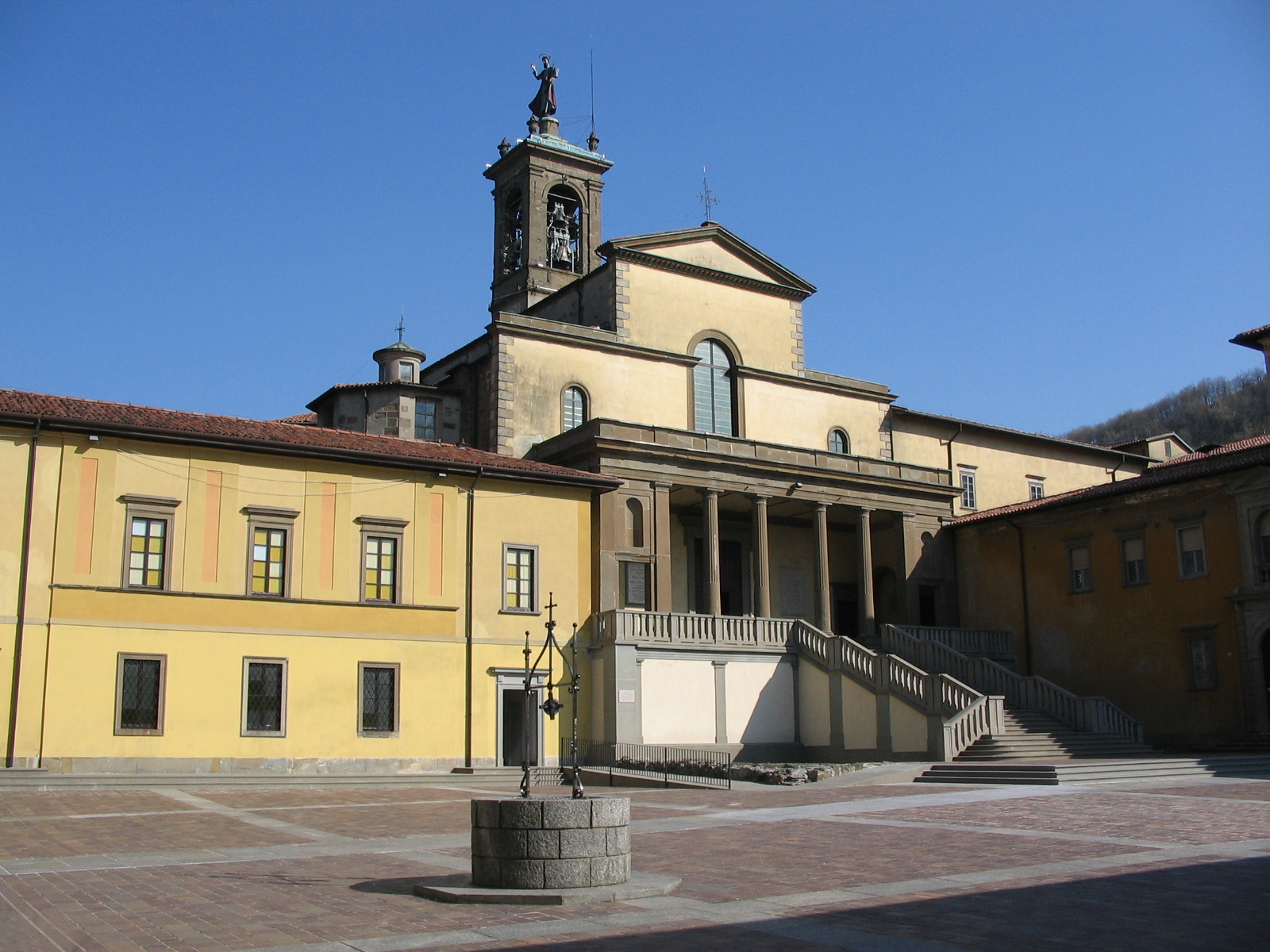
الدير المشهور ابازايو

من أهم معالم المدينة كنيسه سان جاكومو . التي اقيمت علي الطراز الومباردي في نهايه القرن الثالت عشر.
في سنه 1995 مع الذكري 900 للموسس سانو البيرتو, تم اعادتها انشائها علي يد الراهب اباتي جوستينو فيرناندي (1990-2003).

## المجتمع

### المجموعات العرقية والأقليات الأجنبية[6]
يسكن المدينة 266 اجنبي, من عرقيات مختلفه، ويشكلو معا 8.00%  من عدد الاجمالي للسكان.
1. سنغاليون، 90.[6]
2. مغاربة، 57.[6]
3. رومانيون، 36.[6]

## البنية التحتية والنقل
يمر من المدينة الشارع السريع SS 342، الذي يربط بين مدينة بيرغامو وليكو وكومو.
ويوجد بها محطه قطار والتي بدورها تربط، بين خط ليكو وبريشيا.

## وصلات خارجية
1. ↑  "Superficie di Comuni Province e Regioni italiane al 9 ottobre 2011" (بالإيطالية). Istituto nazionale di statistica. Retrieved 2019-03-16.
2. ↑   https://demo.istat.it/?l=it. {{استشهاد ويب}}: |url= بحاجة لعنوان (مساعدة) والوسيط |title= غير موجود أو فارغ (من ويكي بيانات) (مساعدة)
3. ↑  GeoNames (بالإنجليزية), 2005, QID:Q830106
4. 1 2 3 4  Statistiche Istat نسخة محفوظة 26 أغسطس 2017 على موقع واي باك مشين.
5. ↑  بيانات من موقع ISTAT - Istituto nazionale di statistica (ISTAT);  اطلع عليه بتاريخ 28-12-2012. "نسخة مؤرشفة". مؤرشف من الأصل في 2019-08-06. اطلع عليه بتاريخ 2020-02-07.{{استشهاد ويب}}:  صيانة الاستشهاد: BOT: original URL status unknown (link)
6. 1 2 3 4 5 6  Cittadini Stranieri 2015 - Pontida (BG) نسخة محفوظة 13 سبتمبر 2016 على موقع واي باك مشين.

 موقع المدينة